# 西羅克 (明尼蘇達州)
西羅克（英語：West Rock）是位於美國明尼蘇達州派恩縣羅亞爾頓鎮區的一個非建制地區。

## 地理
西羅克所處的海拔為高於海平面303米（即994英呎），而該地所採用的時區為UTC-6，即北美中部時區（CST）。同時該地設有夏令時間，為UTC-6調快一小時，即UTC-5（CDT）。